# Gertraud Klawitter
Gertraud Klawitter, mitunter auch als Gertraude Klawitter geführt, (* 1926) ist eine deutsche Schauspielerin und Synchronsprecherin.

## Leben
Klawitter trat als Theaterschauspielerin an Bühnen der DDR auf. Dazu zählen das Kleist-Theater in Frankfurt an der Oder, das Landestheater Eisenach und an den Bühnen der Stadt Gera. Dort spielte sie unter anderem die Titelrolle in Brechts Adaption von Maxim Gorkis „Die Mutter“ unter der Regie von Rüdiger Volkmer. 1978 gab das Ensemble mit dieser Inszenierung auch ein Gastspiel am Maxim-Gorki-Theater in Berlin. Zu ihren weiteren Bühnenrollen zählen die „Marwood“ in Lessings Miss Sara Sampson und die „Isabella“ in Shakespeares Maß für Maß jeweils in Frankfurt (Oder).
Gelegentlich trat Klawitter auch in Spielfilmproduktionen auf. Sie spielte unter der Regie Slatan Dudows in Christine, unter der Regie Herrmann Zschoches in Bürgschaft für ein Jahr nach Tine Schulze-Gerlach sowie als Mutter von Armin Mueller-Stahls Freundin in Roland Gräfs Drama Die Flucht. Im Fernsehen war sie unter anderem in zwei Filmen der Reihe Der Staatsanwalt hat das Wort, in der Serie Rund um die Uhr sowie als Hauptdarstellerin im Fernsehspiel Canasta zu sehen.
Außerdem war Gertraud Klawitter umfangreich als Synchronsprecherin tätig. So lieh sie ihre Stimme Joan Hickson als „Miss Marple“ in zehn zum Teil mehrteiligen Verfilmungen von Agatha Christies Kriminalromanen. Daneben synchronisierte sie Joan Hickson auch in den Komödien Ein Alligator namens Daisy und Mißwahl auf Englisch.

## Filmografie (Auswahl)
- 1963: Christine
- 1977: Die Flucht
- 1979: Zwillinge oder Nimm dir ein Beispiel an Evelin
- 1980: Canasta
- 1981: Bürgschaft für ein Jahr
- 1981: Der Staatsanwalt hat das Wort: Abseits
- 1984: Der Staatsanwalt hat das Wort: Wenn zwei sich streiten
- 1984: Onkel Pelle
- 1985: Händel aus Halle
- 1986: Rund um die Uhr

## Hörspiele
- 1988: Hans Siebe: Porzellan – Regie: Achim Scholz (Kriminalhörspiel – Rundfunk der DDR)